# Cueta elongata
Cueta elongata is een insect uit de familie van de mierenleeuwen (Myrmeleontidae), die tot de orde netvleugeligen (Neuroptera) behoort. 
Cueta elongata is voor het eerst wetenschappelijk beschreven door Navás in 1914.